# Alberta Odell Jones
Pour les articles homonymes, voir Jones.
Alberta Odell Jones, née le 12 novembre 1930 à Louisville dans le Kentucky et morte le 5 août 1965 dans cette même ville, est une avocate afro-américaine et une icône des droits civiques. Elle a été l'une des premières femmes afro-américaines à entrer au barreau du Kentucky et la première femme nommée procureur dans le comté de Jefferson. Elle a été assassinée par une ou des personnes inconnue(s).

## Biographie
Jones est diplômée du Lycée central de Louisville et est allée à l'université municipale de Louisville (LMC) pour les Noirs. Plus tard, la LMC a fusionné avec l'Université de Louisville pendant la déségrégation et Jones a terminé troisième de sa promotion. Elle a fréquenté la faculté de droit de l'Université de Louisville pendant un an puis a transféré à la faculté de droit de l'Université Howard pour obtenir son diplôme, terminant quatrième de sa promotion. 
Après avoir obtenu son diplôme, elle a commencé à pratiquer le droit et l'un de ses premiers clients fut un jeune boxeur qui a ensuite changé son nom de Cassius Clay en Mohammed Ali, et qu'elle a présenté à l’entraîneur Archie Moore de Californie. Elle a été nommée procureur  en février 1965 au Tribunal des Relations Domestiques de Louisville.

### Activisme
Jones était active dans le mouvement des droits civiques, elle prenait part à des marches de protestation à Louisville et a assisté à la marche de Washington en août 1963. À son retour de Washington, elle a formé l'Association des électeurs indépendants de Louisville et a été très impliquée avec la section de Louisville de la Ligue urbaine. Elle a loué des machines à voter et a enseigné aux Afro-Américains comment les utiliser. Elle était également active au sein de l'Association nationale pour l'avancement des personnes de couleur. Une autre de ses causes a été une collecte de fonds pour payer les frais médicaux d'un jeune homme, James « Bulky » Welch, qui avait perdu ses bras en sauvant son chien coincé sous un train. La vente d'une voiture aux enchères a permis de financer ses prothèses.

### Meurtre non résolu
Son corps a été retrouvé[Quand ?] dans la rivière Ohio et son décès a d'abord été attribué à la noyade. Cependant, sa voiture a été retrouvée à plusieurs pâtés de maisons du pont Sherman Minton avec du sang à l'intérieur et une autre autopsie a déterminé qu'elle avait reçu plusieurs coups violents à la tête avant d'entrer dans l'eau. Son meurtre n'a jamais été résolu. 
Le caractère tardif de l'enquête menée par la police de Louisville a contribué à ce que son meurtre ne soit jamais résolu. L'enquête a déterminé qu'elle avait reçu des coups de brique jusqu'à ce qu'elle perde connaissance et des témoins se sont souvenu avoir vu un corps jeté par trois hommes non identifiés depuis le pont, où son sac a été retrouvé plus tard. 
En 2017, l'affaire Jones a été rouverte et est devenue une cause célèbre grâce au professeur et avocat Lee Remington, qui faisait des recherches pour une biographie et a trouvé de nouveaux indices. Il en a alors informé la police de Louisville, qui a accepté de rouvrir le dossier. La division des droits civils du ministère de la Justice a également ouvert une enquête. Les détectives impliqués dans l'enquête initiale ont été interrogés dans l'espoir que de nouvelles pistes apparaissent 52 ans après le meurtre. L'enquête est financée par une nouvelle loi, la Emmett Till Unsolved Civil Rights Crime Act, qui octroie 13,5 millions de dollars par an au ministère de la Justice, au Federal Bureau of Investigation et aux organismes d'État et locaux chargés de l'application des lois pour reprendre la procédure pour des crimes antérieurs à 1970.